# Mr. Peabody & Sherman
Mr. Peabody & Sherman is een Amerikaanse computeranimatiefilm uit 2014, gemaakt door DreamWorks Animation. De film is gebaseerd op de Peabody's Improbable History-segmenten uit de animatieserie The Rocky and Bullwinkle Show. De film is geregisseerd door  Rob Minkoff en in onder andere 3D uitgebracht. Het is de eerste film gebaseerd op personages uit de zogenaamde Classic Media groep, die in 2012 door Dreamworks werd overgenomen.

## Verhaal
Mr. Peabody is een pratende en uitermate intelligente en multigetalenteerde hond. Zo heeft hij meerdere Nobelprijzen, Olympische medailles en octrooien op zijn naam staan. Op een dag vindt hij een verlaten baby in een steegje en besluit het jongetje, dat hij Sherman noemt, te adopteren. De rechter geeft hem hierin toestemming. In de jaren erop bouwt Mr. Peabody voor Sherman onder andere een tijdmachine genaamd de WABAC (uitgesproken als “wayback”), zodat de twee naar believen plaatsen en gebeurtenissen uit het verleden kunnen bezoeken. Peabody neemt Sherman onder andere mee naar het begin van de Franse Revolutie (waar ze Marie Antoinette en Maximilien de Robespierre ontmoeten).
Als gevolg van tijdreisavonturen blinkt Sherman op school uit in geschiedenis, tot ongenoegen van zijn klasgenootje Penny Peterson. Wanneer Penny en Sherman op school ruzie krijgen, dreigt schoolinspecteur mevrouw Grunion Peabody de voogdij over Sherman te laten ontnemen. In een poging de boel wat te bedaren nodigt Peabody Penny en haar ouders bij hen thuis uit. Tegen Peabody’s waarschuwingen in laat Sherman Penny de WABAC zien, en neemt haar zelfs mee voor een tijdreis naar het oude Egypte. Wanneer Sherman alleen terugkeert van de reis, ontdekt Peabody wat er gaande is. Hij brengt Penny’s ouders onder hypnose zodat ze niet doorhebben dat hun dochter weg is, en gaat met Sherman naar het oude Egypte om Penny terug te halen. Eenmaal daar ontdekken ze dat Penny verloofd is met de jonge Toetanchamon, en niet van plan is haar nieuwe leventje als prinses op te geven. Ze verandert echter van gedachten wanneer ze verneemt dat in het oude Egypte vrouwen van de Farao werden gedood wanneer hun man stierf, en Peabody haar vertelt dat Toetanchamon reeds op jonge leeftijd zal sterven. Peabody en Sherman worden opgesloten in een tempel om te voorkomen dat ze de bruiloft tussen Penny en Toetanchamon verstoren, maar weten te ontsnappen en verlaten samen met Penny Egypte.
De WABAC heeft niet meer genoeg energie om het heden te bereiken en belandt in het Florence van de Renaissance. Daar lopen Peabody, Sherman en Penny Peabody’s oude vriend Leonardo da Vinci tegen het lijf. Hij helpt Peabody een machine te maken om de benodigde energie voor de WABAC op te wekken. Penny en Sherman vermaken zich ondertussen met Leonardo Da Vinci’s prototype voor een vliegmachine, tot ongenoegen van Peabody. Wanneer ze eindelijk weer kunnen vertrekken krijgen Peabody en Sherman voor het eerst in hun leven woorden met elkaar. De reis naar het heden wordt echter opnieuw verstoord wanneer de WABAC in een zwart gat in het tijdruimte-continuüm belandt en naar de tijd van de Trojaanse Oorlog wordt gestuurd. Hier sluit Sherman zich aan bij het leger van Agamemnon, dat op het punt staat Troje binnen te vallen met behulp van het houten paard. Peabody komt hem ondanks hun eerdere woordenwisseling te hulp, maar in de strijd die volgt valt het paard van een klif en komt Peabody klaarblijkelijk om het leven. 
Geschokt door wat er is gebeurd besluit Sherman om alles ongedaan te maken, door te voorkomen dat hij Penny ooit meeneemt in de WABAC. Daarvoor moet hij echter afreizen naar een tijd waarin hij reeds bestaat; iets wat Peabody hem strikt verboden heeft daar tijdreizigers nooit een eerdere of toekomstige versie van zichzelf mogen ontmoeten. Hij doet het toch. Peabody, die nog blijkt te leven, reist Sherman achterna, maar is te laat om een ramp af te wenden; zodra de hedendaagse Sherman en Peabody hun vroegere ik tegen het lijf lopen, fuseren ze met hun dubbelgangers en ontstaat er een paradox. Een scheur in tijd en ruimte opent zich boven de stad en tal van historische personen en gebouwen worden hierdoor naar het heden gehaald. Onder hen bevinden zich ook Toetanchmon, die Penny terug wil, en Agamemnon, die prompt verliefd wordt op mevrouw Grunion. 
Peabody vermoedt dat ze de gevolgen van de paradox kunnen terugdraaien met een reis naar de toekomst, maar is terughoudend omdat ze dit nog nooit eerder hebben geprobeerd. Hij en Sherman proberen het toch, en met succes; de scheur verdwijnt en alle mensen en gebouwen keren terug naar hun eigen tijd. Grunion gaat met Agamemnon mee terug naar het oude Griekenland. Sherman en Peabody leggen hun geschil bij en Sherman erkent er trots op te zijn een hond als vader te hebben. Peabody mag de voogdij behouden en het leven gaat voor hen beiden weer gewoon verder. De kijker ziet echter dat de twee wel degelijk hun indruk hebben achter gelaten op het verleden; Mona Lisa is opeens geïnteresseerd in graffiti en Toetanchamon  geeft in zijn paleis een feestje in New York-stijl.

## Stemmen
- Ty Burrell - Mr. Peabody
- Max Charles -  Sherman
- Ariel Winter - Penny Peterson
- Stephen Colbert - Paul Peterson
- Leslie Mann - Patty Peterson
- Allison Janney -  Mrs. Grunion
- Stephen Tobolowsky – principal Purdy
- Mel Brooks -  Sigmund Freud
- Stanley Tucci - Leonardo da Vinci
- Patrick Warburton - koning Agamemnon
- Lake Bell -  Mona Lisa
- Zach Callison - Toetanchamon
- Guillaume Aretos as Maximilien de Robespierre
- Dennis Haysbert – voorzitter

## Stemmen Nederlands
| Acteur               | Personage         |
| -------------------- | ----------------- |
| Jeroen Spitzenberger | Meneer Peabody    |
| Sem Ragas            | Sherman           |
| Karin Bloemen        | Juf Grunion       |
| Pip Pellens          | Penny             |
| Lottie Hellingman    | Patty             |
| Wiebe Pier Cnossen   | Paul              |
| Frans Limburg        | Ay                |
| Ewout Eggink         | Robespierre       |
| Rob van de Meeberg   | Leonardo da Vinci |
| Donna Vrijhof        | Mona Lisa         |
| Bart Oomen           | Agamemnon         |
| Murth Mossel         | Voorzitter        |

## Productie
Regisseur Rob Minkoff was vanaf 2003 al bezig met plannen om een film te maken gebaseerd op Peabody's Improbable History. Het eerste plan was een combinatie van live-action en CGI, gelijk aan de op dezelfde serie gebaseerde film The Adventures of Rocky and Bullwinkle. Deze film kwam niet van de grond. In 2006 ging Minkoff voor Dreamworks Animation werken, en kreeg daar toestemming een animatiefilm over Peabody's Improbable History te maken. Andrew Kurtzman werd ingehuurd om het script te schrijven, maar werd later vervangen door Craig Wright. Tiffany Ward, dochter van Jay Ward (een van de bedenkers van de originele serie) was uitvoerend producent voor Mr. Peabody & Sherman.
Voor de stem van Mr. Peabody werd aanvankelijk Robert Downey, Jr. benaderd, maar in maart 2012 kreeg Ty Burrell de rol. Max Charles, die onder andere bekend is van zijn rol als de jonge Peter Parker in The Amazing Spider-Man, kreeg de rol van Sherman.

## Uitgave en ontvangst
De premièredatum voor Mr. Peabody & Sherman werd meerdere malen veranderd. Dreamworks hoopte de film in november 2013 uit te kunnen brengen. Deze deadline werd niet gehaald en daarom uitgesteld naar begin 2014. In het Verenigd Koninkrijk ging de film op 7 februari 2014 in première, waarmee dit een van de eerste landen was waar de film te zien was. De Nederlandse première was 26 februari, en de Amerikaanse 7 maart. 
De film kreeg overwegend positieve reacties. Op Rotten Tomatoes gaf 91% van de recensenten de film een goede beoordeling. 

## Soundtrack
De filmmuziek is gecomponeerd door Danny Elfman. Verder is het lied "Beautiful Boy (Darling Boy)" van John Lennon in de film te horen, en schreef Peter Andre speciaal voor de film het lied "Kid", wat tijdens de aftiteling te horen is.
De volledige soundtrack is:

Alle muziek is geschreven door Danny Elfman, except as noted.
| Nr. | Titel                                     | Duur |
| --- | ----------------------------------------- | ---- |
| 1.  | Mr. Peabody’s Prologue                    |      |
| 2.  | Reign of Terror!                          |      |
| 3.  | The Drop Off                              |      |
| 4.  | The Dog Whistle                           |      |
| 5.  | The Cherry Tree                           |      |
| 6.  | A Deep Regard                             |      |
| 7.  | Beautiful Boy (Darling Boy) (John Lennon) |      |
| 8.  | Dinner Party                              |      |
| 9.  | The Petersons / The Wabac Machine         |      |
| 10. | Aquarela do Brasil                        |      |
| 11. | Off to Egypt                              |      |
| 12. | The Wedding Exodus                        |      |
| 13. | Hammer-Time                               |      |
| 14. | The Flying Machine                        |      |
| 15. | Trojan Horse                              |      |
| 16. | War / Disaster                            |      |
| 17. | History Mash-Up                           |      |
| 18. | I’m a Dog Too                             |      |
| 19. | Fixing the Rip                            |      |
| 20. | Back to School                            |      |
| 21. | Aquarela do Brasil (Coda)                 |      |
| 22. | The Amazing Mr. Peabody                   |      |
| 23. | Way Back When (Grizfolk)                  |      |